# Wonderwall
Wonderwall je skladba britské rockové skupiny Oasis. Je to asi jejich nejpopulárnější píseň. Napsal ji Noel Gallagher (autor většiny hitů Oasis). Skladbu vydali Oasis jako singl dne 30. října 1995, ale už počátkem října byla vydána s albem (What's the Story) Morning Glory?.

## Obsah
Noel Gallagher se v roce 1996 pro časopis NME vyjádřil, že píseň je „O jeho přítelkyni Meg Matthewsové“. Nicméně v roce 2001 se s ní rozešel a řekl, že píseň je „o imaginárním příteli, který přijde a zachrání tě před sebou samým“.
Název „Wonderwall“ je z filmu Wonderwall z roku 1968, ke kterému nazpíval píseň George Harrison.

## Nahrávání
Píseň se nahrávala v Rockfield Studios ve Walesu v květnu 1995 během nahrávání alba (What's the Story) Morning Glory?. Hlavním zpěvákem je Liam Gallagher (údajně mu Noel nabídl na výběr mezi písní Wonderwall a Do not Look Back In Anger). Další vokály zpívá Noel Gallagher. Paul McGuigan hraje na basu a za bicími je Alan White.

## Videoklip
Ve videoklipu se nachází místo Guigsyho Scott McLeod, protože Guigsy opustil Oasis na pár týdnů kvůli nervozitě.
Video ke písni Wonderwall vyhrálo ocenění za nejlepší video na BRIT Awards v roce 1996.